# 분청사기 박지연화문 편병
분청사기 박지연화문 편병(粉靑沙器 剝地蓮花文 扁甁)은 서울특별시 용산구, 삼성미술관 Leeum에 있는 조선시대의 분청사기이다. 2003년 12월 30일 대한민국의 보물 제1388호로 지정되었다.

## 개요
모나지 않고 부드러운 맛을 살려 빚어진 형태와 이에 잘 어울리는 곡선적인 문양이 새겨져 있어 편병 들 가운데서도 손꼽히는 명품의 하나이다. 특히, 표면에 조화(彫花)와 박지(剝地) 기법을 적절하게 사용하여 연화문을 시원스럽게 장식한 솜씨는 광주 충효동, 부안 우동리, 고창 용산리 등의 분청사기와도 일맥상통하며 15세기 중엽 경의 대표작으로 평가된다.

## 같이 보기
- 분청사기

## 참고 자료
- 분청사기 박지연화문 편병 - 국가유산청 국가유산포털